# Sosłan Kcojew
Sosłan Mairbiekowicz Kcojew (ros. Сослан Маирбекович Кцоев; ur. 7 października 1982) – rosyjski zapaśnik osetyjskiego pochodzenia startujący w stylu wolnym. Brązowy medalista na mistrzostwach świata w 2010. Mistrz Europy w 2009. Piąty w Pucharze Świata w 2011. Mistrz Rosji w 2010, drugi w 2011, a trzeci w 2009, 2013, 2014 i 2015 roku.